# Canton de Felletin
Le canton de Felletin est une circonscription électorale française située dans le département de la Creuse et la région Nouvelle-Aquitaine.
À la suite du redécoupage cantonal de 2014, les limites territoriales du canton sont remaniées. Le nombre de communes du canton passe de 9 à 19.

## Histoire
Le canton de Felletin a été créé en 1801.
Un nouveau découpage territorial de la Creuse entre en vigueur à l'occasion des élections départementales de mars 2015, défini par le décret du 17 février 2014, en application des lois du 17 mai 2013 (loi organique 2013-402 et loi 2013-403). Les conseillers départementaux sont, à compter de ces élections, élus au scrutin majoritaire binominal mixte. Les électeurs de chaque canton élisent au Conseil départemental, nouvelle appellation du Conseil général, deux membres de sexe différent, qui se présentent en binôme de candidats. Les conseillers départementaux sont élus pour 6 ans au scrutin binominal majoritaire à deux tours, l'accès au second tour nécessitant 12,5 % des inscrits au 1er tour. En outre la totalité des conseillers départementaux est renouvelée. Ce nouveau mode de scrutin nécessite un redécoupage des cantons dont le nombre est divisé par deux avec arrondi à l'unité impaire supérieure si ce nombre n'est pas entier impair, assorti de conditions de seuils minimaux. Dans la Creuse, le nombre de cantons passe ainsi de 27 à 15. Le nombre de communes du canton de Felletin passe de 9 à 19.
Le nouveau canton de Felletin est formé de communes des anciens cantons de Felletin (9 communes), de Gentioux-Pigerolles (7 communes) et de Royère-de-Vassivière (3 communes) Le canton est entièrement inclus dans l'arrondissement d'Aubusson. Le bureau centralisateur est situé à Felletin.

## Géographie
Ce canton est organisé autour de Felletin dans l'arrondissement d'Aubusson. Son altitude varie de 437 m (Moutier-Rozeille) à 861 m (Poussanges) pour une altitude moyenne de 596 m.

## Représentation

### Conseillers généraux de 1833 à 2015
| Période                                  | Période      | Identité                                   | Étiquette           | Qualité |
| ---------------------------------------- | ------------ | ------------------------------------------ | ------------------- | --- |
| 1833                                     | 1848         | Léonard Marie Roy de Pierrefitte           |                     | Maire de Felletin (1831-1848) |
| 1848                                     | 1852         | Gilbert Annet François Queyrat (1798-1869) |                     | Notaire, avocat, avoué, maire de Felletin, ancien conseiller d'arrondissement                                                                    |
| 1852                                     | 1871         | Francisque Rudel du Miral                  | Majorité dynastique | Avocat puis magistrat Propriétaire-agricole à Villeneuve (Creuse) Député du Puy-de-Dôme (1852-1870)                                              |
| 1871                                     | 1874 (décès) | Pierre Ducher                              |                     | Conseiller honoraire à la Cour de Limoges Président du Conseil Général                                                                           |
| 1874                                     | 1879 (décès) | Louis Bandy de Nalèche                     | Centre gauche       | Avocat et écrivain Député (1876-1879) |
| 1879                                     | 1883         | Hippolyte Lassaigne                        |                     | Avocat - Maire de Felletin (1878-1888) |
| 1883                                     | 1928 (décès) | Pierre Mazière                             | Rad.                | Propriétaire agricole Maire de Moutier-Rozeille Député (1902-1903) - Sénateur (1903-1921)                                                        |
| 1928                                     | 1933 (décès) | Édouard Cotton                             | Rad.                | Peintre - Conseiller d'arrondissement, Moutier-Rozeille                                                                                          |
| 1933                                     | 1940         | François Monthioux                         | Rad.                | Médecin Maire de Felletin (1925-1956) Nommé membre de la Commission administrative départementale en 1941 Nommé conseiller départemental en 1942 |
|                                          |              |                                            |                     | |
| 1945                                     | 1958         | François Monthioux                         | Rad. puis SE        | Médecin Maire de Felletin |
| 1958                                     | 1982         | Jean Mazet                                 | Rad. puis DVD       | Entrepreneur de travaux publics Maire de Felletin (1956-1995) Suppléant du député Olivier de Pierrebourg (1962-1967 et 1968-1973)                |
| 1982                                     | 1982 (décès) | Roger Chausselat (1909-1982)               | RPR                 | Docteur en médecine à Felletin |
| 1982                                     | 1994         | Pierre Gaudon                              | PS                  | Professeur, adjoint au maire de Felletin Élu le 21 septembre 1982                                                                                |
| 1994                                     | 2015         | Yves Chamfreau                             | RPR puis UMP        | Professeur agrégé Maire de Vallière (2001-2008)                                                                                                  |
| Les données manquantes sont à compléter. |              |                                            |                     | |

### Conseillers d'arrondissement (de 1833 à 1940)
| Période                                  | Période | Identité                       | Étiquette   | Qualité |
| ---------------------------------------- | ------- | ------------------------------ | ----------- | --- |
| 1833                                     | 1836    | Gilbert Annet François Queyrat |             | Avoué à Felletin                                                                                            |
| 1836                                     | 1848    | François Gipoulon              |             | Médecin à Felletin, suppléant du juge de paix                                                               |
|                                          |         |                                |             | |
| 1877                                     |         | Noël Desfemmes (1836-1914)     | Républicain | Vétérinaire à Felletin                                                                                      |
|                                          |         |                                |             | |
| 1928                                     | 1937    | Auguste Golbéry                | Radical     | Charpentier, djoint au maire de Felletin                                                                    |
| 1937                                     | 1940    | Jules Guerrier (1879-1952)     | PRS         | Cultivateur à Felletin                                                                                      |
| 1940                                     |         |                                |             | Les conseils d'arrondissement ont été suspendus par la loi du 12 octobre 1940 et n'ont jamais été réactivés |
| Les données manquantes sont à compléter. |         |                                |             | |

### Conseillers départementaux à partir de 2015
| Période élective | Période élective | Mandat | Mandat   | Identité        | Nuance | Nuance | Qualité |
| ---------------- | ---------------- | ------ | -------- | --------------- | ------ | ------ | --- |
| 2015             | 2021             | 2015   | 2021     | Agnès Guillemot |        | PS     | Principale de collège, Saint-Frion |
| 2015             | 2021             | 2015   | 2021     | Jean-Luc Léger  |        | PS     | Maire de Saint-Marc-à-Loubaud (2014-2020) Président de la Communauté de Communes Ancien conseiller général du canton de Gentioux-Pigerolles |
| 2021             | 2028             | 2021   | en cours | Jean-Luc Léger  |        | PS     | Conseiller sortant |
| 2021             | 2028             | 2021   | en cours | Renée Nicoux    |        | PS     | Enseignante, maire de Felletin (2008-2014 et 2020-2024), ancienne sénatrice (2009-2014)                                                     |

### Résultats détaillés

#### Élections de mars 2015
À l'issue du 1er tour des élections départementales de 2015, deux binômes sont en ballottage : Agnès Guillemot et Jean-Luc Leger (Union de la Gauche, 36,39 %) et Valérie Bertin et Claude Bialoux (Union de la Droite, 34,14 %). Le taux de participation est de 62,76 % (3 273 votants sur 5 215 inscrits) contre 58,65 % au niveau départementalet 50,17 % au niveau national.
Au second tour, Agnès Guillemot et Jean-Luc Leger (Union de la Gauche) sont élus avec 53,67 % des suffrages exprimés et un taux de participation de 65,41 % (1 682 voix pour 3 411 votants et 5 215 inscrits).

#### Élections de juin 2021
Le premier tour des élections départementales de 2021 est marqué par un très faible taux de participation (33,26 % au niveau national). Dans le canton de Felletin, ce taux de participation est de 43,21 % (2 206 votants sur 5 105 inscrits) contre 39,51 % au niveau départemental. À l'issue de ce premier tour, deux binômes sont en ballottage : Jean-Luc Leger et Renée Nicoux (Union à gauche, 40,93 %) et Pascal Lerousseau et Corinne Terrade (DVD, 39,84 %).
Le second tour des élections est marqué une nouvelle fois par une abstention massive équivalente au premier tour. Les taux de participation sont de 34,3 % au niveau national, 40,97 % dans le département et 49,22 % dans le canton de Felletin. Jean-Luc Leger et Renée Nicoux (Union à gauche) sont élus avec 52,41 % des suffrages exprimés (1 209 voix pour 2 513 votants et 5 106 inscrits),,.

## Composition

### Composition avant 2015
Le canton de Felletin regroupait neuf communes.
| Nom                       | Code Insee | Codepostal | Superficie (km2) | Population (dernière pop. légale) | Densité (hab./km2) |
| ------------------------- | ---------- | ---------- | ---------------- | --------------------------------- | ------------------ |
| Felletin (chef-lieu)      | 23079      | 23500      | 13,74            | 1 760 (2012)                      | 128                |
| Croze                     | 23071      | 23500      | 22,16            | 205 (2012)                        | 9,3                |
| Moutier-Rozeille          | 23140      | 23200      | 19,66            | 436 (2012)                        | 22                 |
| Poussanges                | 23158      | 23500      | 23,35            | 141 (2012)                        | 6                  |
| Sainte-Feyre-la-Montagne  | 23194      | 23500      | 6,84             | 132 (2012)                        | 19                 |
| Saint-Frion               | 23196      | 23500      | 18,76            | 242 (2012)                        | 13                 |
| Saint-Quentin-la-Chabanne | 23238      | 23500      | 29,59            | 354 (2012)                        | 12                 |
| Saint-Yrieix-la-Montagne  | 23249      | 23460      | 24,04            | 212 (2012)                        | 8,8                |
| Vallière                  | 23257      | 23120      | 48,42            | 767 (2012)                        | 16                 |

### Composition à partir de 2015
Le nouveau canton de Felletin comprend dix-neuf communes entières.
| Nom                              | Code Insee | Intercommunalité            | Superficie (km2) | Population (dernière pop. légale) | Densité (hab./km2) | Modifier                                    |
| -------------------------------- | ---------- | --------------------------- | ---------------- | --------------------------------- | ------------------ | ------------------------------------------- |
| Felletin (bureau centralisateur) | 23079      | CC Creuse Grand Sud         | 13,74            | 1 552 (2022)                      | 113                | modifier les données · modifier les données |
| Croze                            | 23071      | CC Creuse Grand Sud         | 22,16            | 187 (2022)                        | 8,4                | modifier les données · modifier les données |
| Faux-la-Montagne                 | 23077      | CC Creuse Grand Sud         | 47,89            | 448 (2022)                        | 9,4                | modifier les données · modifier les données |
| Féniers                          | 23080      | CC Haute-Corrèze Communauté | 14,33            | 108 (2022)                        | 7,5                | modifier les données · modifier les données |
| Gentioux-Pigerolles              | 23090      | CC Creuse Grand Sud         | 79,29            | 371 (2022)                        | 4,7                | modifier les données · modifier les données |
| Gioux                            | 23091      | CC Creuse Grand Sud         | 37,42            | 179 (2022)                        | 4,8                | modifier les données · modifier les données |
| Le Monteil-au-Vicomte            | 23134      | CC Creuse Sud-Ouest         | 14,40            | 217 (2022)                        | 15                 | modifier les données · modifier les données |
| Moutier-Rozeille                 | 23140      | CC Creuse Grand Sud         | 19,66            | 433 (2022)                        | 22                 | modifier les données · modifier les données |
| La Nouaille                      | 23144      | CC Creuse Grand Sud         | 48,12            | 228 (2022)                        | 4,7                | modifier les données · modifier les données |
| Poussanges                       | 23158      | CC Haute-Corrèze Communauté | 23,35            | 150 (2022)                        | 6,4                | modifier les données · modifier les données |
| Royère-de-Vassivière             | 23165      | CC Creuse Sud-Ouest         | 74,14            | 572 (2022)                        | 7,7                | modifier les données · modifier les données |
| Saint-Frion                      | 23196      | CC Creuse Grand Sud         | 18,76            | 252 (2022)                        | 13                 | modifier les données · modifier les données |
| Saint-Marc-à-Loubaud             | 23212      | CC Creuse Grand Sud         | 18,42            | 126 (2022)                        | 6,8                | modifier les données · modifier les données |
| Saint-Martin-Château             | 23216      | CC Creuse Sud-Ouest         | 31,25            | 152 (2022)                        | 4,9                | modifier les données · modifier les données |
| Saint-Quentin-la-Chabanne        | 23238      | CC Creuse Grand Sud         | 29,59            | 368 (2022)                        | 12                 | modifier les données · modifier les données |
| Saint-Yrieix-la-Montagne         | 23249      | CC Creuse Grand Sud         | 24,04            | 221 (2022)                        | 9,2                | modifier les données · modifier les données |
| Sainte-Feyre-la-Montagne         | 23194      | CC Creuse Grand Sud         | 6,84             | 120 (2022)                        | 18                 | modifier les données · modifier les données |
| Vallière                         | 23257      | CC Creuse Grand Sud         | 48,42            | 714 (2022)                        | 15                 | modifier les données · modifier les données |
| La Villedieu                     | 23264      | CC Creuse Grand Sud         | 5,63             | 51 (2022)                         | 9,1                | modifier les données · modifier les données |
| Canton de Felletin               | 2309       |                             | 577,45           | 6 449 (2022)                      | 11                 | modifier les données                        |

## Démographie

### Démographie avant 2015
| 1962  | 1968  | 1975  | 1982  | 1990  | 1999  | 2006  | 2011  | 2012  |
| ----- | ----- | ----- | ----- | ----- | ----- | ----- | ----- | ----- |
| 5 669 | 5 376 | 5 228 | 5 013 | 4 693 | 4 386 | 4 315 | 4 272 | 4 249 |

### Démographie depuis 2015
En 2022, le canton comptait 6 449 habitants, en évolution de −2,41 % par rapport à 2016 (Creuse : −3,32 %, France hors Mayotte : +2,11 %).
| 2013  | 2018  | 2022  |
| ----- | ----- | ----- |
| 6 665 | 6 463 | 6 449 |